# آلار واراک
آلار واراک (استونیایی: Alar Varrak؛ زادهٔ ۲۰ آوریل ۱۹۸۲) بازیکن سابق و مربی بسکتبال اهل استونی است.
از باشگاه‌هایی که در آن بازی کرده‌است می‌توان به باشگاه بسکتبال کالو اشاره کرد.